# Isabelle Graw

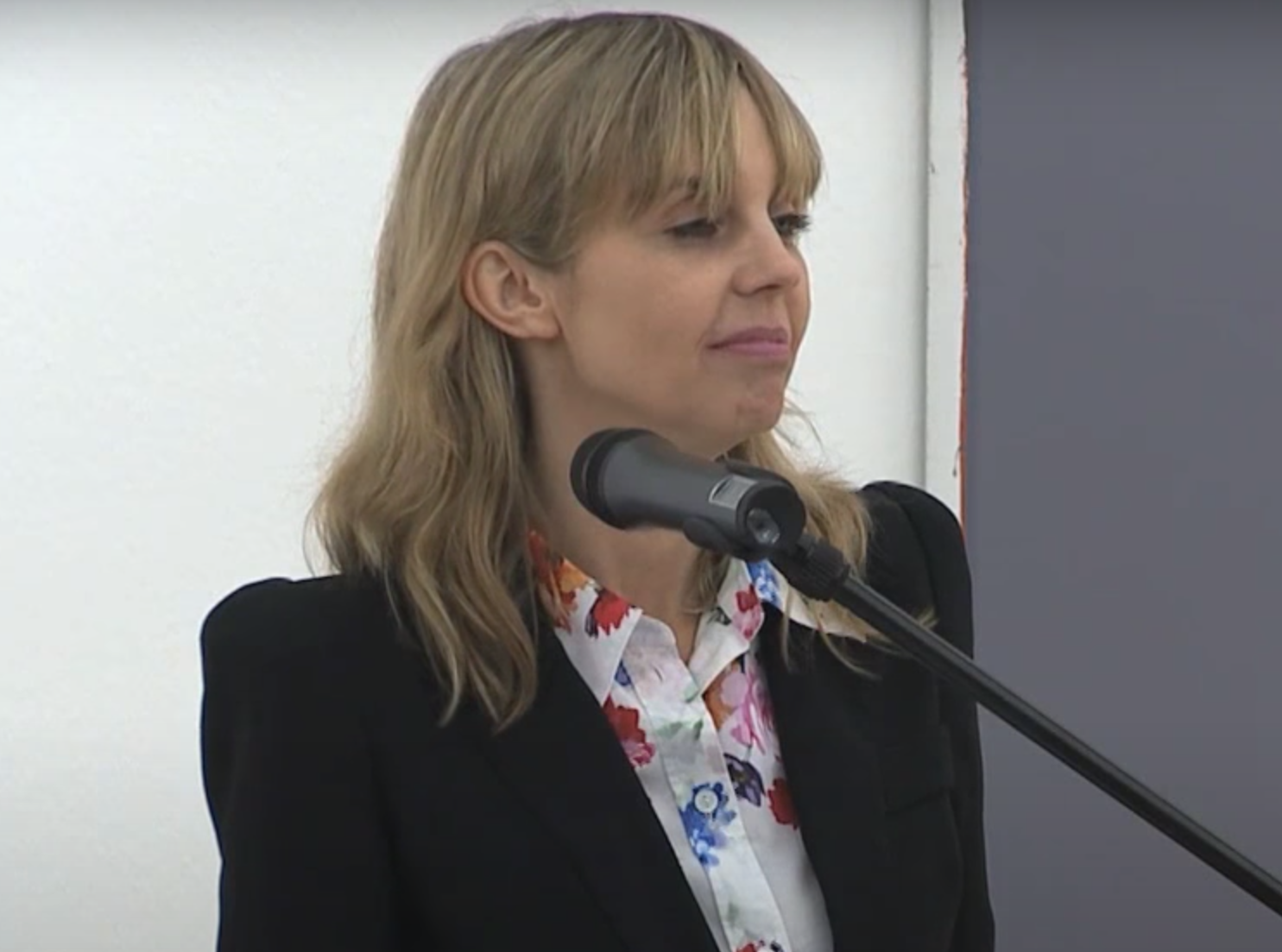
Isabelle Graw, Lenbachhaus München, 2014

Isabelle Graw (* 1962 in Hamburg) ist eine deutsche Kunsthistorikerin, Kunstkritikerin, Publizistin und Kuratorin. Seit 2002 ist sie Professorin für Kunsttheorie an der Städelschule in Frankfurt am Main. Sie ist Mitbegründerin der Zeitschrift Texte zur Kunst.

## Leben
Graw studierte von 1982 bis 1987 Politikwissenschaft am „Institut d’Etudes Politiques de Paris“ und am „Institut d’Etudes de Relations Internationales“ (I.L.E.R.I) in Paris, Frankreich. 1989 folgte ein Aufenthalt in New York City, wo Graw Vorlesungen von Benjamin Buchloh, Rosalind Krauss, Linda Nochlin und Douglas Crimp besuchte. Sie übernahm 1994–1995 eine Lehrstuhlvertretung für Kunstgeschichte an der Akademie der Bildenden Künste München. An der Universität für angewandte Kunst Wien leitete Graw 1995–1997 die Meisterklasse für bildnerische Erziehung. Seit 2002 ist sie Professorin für Kunstgeschichte und Kunsttheorie an der Hochschule für Bildende Kunst, Städelschule, Frankfurt am Main. Von 2014 bis 2017 war Isabelle Graw Vertrauensdozentin der Studienstiftung des Deutschen Volkes.
2003 wurde Graw mit einer Dissertation mit dem Titel Aneignung und Ausnahme. Zeitgenössische Künstlerinnen: Ihre ästhetischen Verfahren und ihr Status im Kunstsystem an der Fakultät für Kulturwissenschaften der Europa-Universität Viadrina in Frankfurt an der Oder promoviert. Mit Daniel Birnbaum gründete sie im selben Jahr an der Hochschule für Bildende Künste – Städelschule in Frankfurt am Main das Institut für Kunstkritik, das sich mit der Praxis der Kunstkritik und ihren disziplinären Bezügen beschäftigt. Daneben hat sie seit 1989 auch in vielen anderen Kontexten regelmäßig Tagungen und Vortragsreihen konzipiert und mitkonzipiert. Als Kritikerin und Publizistin schreibt Graw u. a. für Artforum, taz. die tageszeitung und Die Zeit und ist Verfasserin zahlreicher Katalogtexte.
Graw lebt in Berlin, ist verheiratet und hat eine Tochter.

## Kunsttheoretische und kunstkritische Schriften
Graw hat seit 1999 zahlreiche kunsthistorische Arbeiten publiziert, darunter Die bessere Hälfte: Künstlerinnen im 20. und 21. Jahrhundert (2003), Der große Preis: Kunst zwischen Markt und Celebrity Culture (2008) und Die Liebe zur Malerei: Genealogie einer Sonderstellung (2017). 2018 kuratierte Graw in der Berliner Galerie Neu die Ausstellung „The Vitalist Economy of Painting“, zu der auch ein Katalog erschien.
Im Zentrum der Forschung von Graw stehen Kunst und Kunstkritik im Zeichen einer Ökonomie, die sie zur Ressource erklären, sowie die genealogische Untersuchung der Sonderstellung des Erfolgsmediums Malerei. In jüngerer Zeit konzentrierte sie ihre Forschung auf die besondere Wertform des Kunstwerks mit Blick auf marxistische, anthropologische und soziologische Werttheorien. Isabelle Graw beschäftigt sich mit feministischen und kunsttheoretischen Modellen für das Nachdenken über „Ausnahmefrauen“ im Kunstbetrieb, für die Reflexion des Kunst-Markt-Verhältnisses und für die Malerei als „Erfolgsmedium“. Die von ihr konzipierten Konferenzen „What is social history?“ (1989 Kunstverein Graz) über das Symposium „Methodenstreit: Was ist linke Kunstkritik?“ 1997 in Berlin und „Painting Beyond Itself: the Medium in the Post-Medium-Condition“ 2013 in Harvard (gemeinsam mit Ewa Lajer-Burcharth) und 2017 „The Value of Critique“ in Frankfurt am Main (gemeinsam mit Christoph Menke) wurden in kunstkritischen Debatten breit rezipiert.
1999 veröffentlichte Isabelle Graw ihr erstes Buch Silberblick, eine Sammlung von Essays, Interviews und Ausstellungsbesprechungen, die über Kunstwerke und künstlerisches Handeln als in einen gesellschaftlichen und politischen Kontext eingelassen reflektieren. 2003 folgte die feministische Studie Die bessere Hälfte. Künstlerinnen im 20. und 21. Jahrhundert, in der Graw die besondere gesellschaftliche Positionierung von Künstlerinnen wie Elaine de Kooning, Hanne Darboven, Agnes Martin, Eva Hesse, Isa Genzken und Rosemarie Trockel innerhalb des Kunstbetriebes analysiert. Graw zeigt auf, dass es oft Verfahren der künstlerischen Aneignung sind, mit deren Hilfe weibliche Künstler ihr Werk ins Kunstzentrum rücken. Auf Seiten der Rezeption wird erfolgreichen Künstlerinnen Graw zufolge oft der Status der „Ausnahmefrau“ zu gesprochen, wobei sie die Struktur der Ausnahme in ihrem Buch analysiert: als einen Einlass der einen zu der Bedingung, dass die anderen draußen bleiben.
2008 erschien Graws Buch Der große Preis. Kunst zwischen Markt und Celebrity Culture. Das aus einer Zeit des Kunstbooms heraus entstandene Buch untersucht das Wechselspiel zwischen Kunst und ihren Märkten, wobei Kunstwerke als Sonderfall der Ware angesehen werden. Die Kunstwelt charakterisiert Graw dabei als „eine Visualität und Bedeutung herstellende Industrie, in der die Celebrity-Logik regiert“. Das Buch zeigt dabei auch auf, wie Künstler von Warhol zu Andrea Fraser, die sie bestimmenden Mechanismen der Celebrity-Kultur in ihren Werken kritisch verhandelt haben.
2011 veröffentlichte Isabelle Graw unter dem Titel Texte zur Kunst: Essays, Rezensionen, Gespräche eine Auswahl unterschiedlicher Texte aus einem Zeitraum von 10 Jahren. 2015 folgte Where Are We Now? Structural changes in the art economy and how they implicate the body in selected works from the Jarla Partilager Collection, ein in Buchform erschienener Essay, den Graw anlässlich der Ausstellung „Where Are We Now?“ mit Werken aus der Sammlung De Geer verfasste. Der Essay untersucht, wie sich der Aufstieg des Körpers zum Material seit den 1960er Jahren zum neuen Geist des Kapitalismus verhält.
2017 veröffentlichte Isabelle Graw das Buch Die Liebe zur Malerei: Genealogie einer Sonderstellung über den Sonderstatus der Malerei in postmedialen Zeiten. Seine Kernthese lautet, dass trotz oder wegen der heute vorherrschenden medialen Vielfalt und digitaler Verfahren gemalten Bildern weiterhin eine Sonderstellung zukomme. Neben einer Darstellung der historischen Genese dieser Sonderrolle der Malerei werden gemalte Bilder mit Blick auf die Arbeitswerttheorie von Karl Marx zu einer idealen Ware erklärt. Das Buch stellt seine These auf die Probe in Gesprächen mit Protagonisten der zeitgenössischen Malerei.
Im Jahr 2020 veröffentlichte Graw das Buch In einer anderen Welt. Notizen 2014-17 mit persönlichen Beobachtungen und soziologischen Analysen. Es erschien auch auf Englisch (In Another World. Notes 2014–2017). 2024 erschien ihr Roman Angst und Geld, verfasst als innerer Monolog über aktuelle Verlustängste und Sorgen um Geld.

## Publizistische Tätigkeit
1988 war Graw beim „Wolkenkratzer Art Journal“ in Frankfurt am Main als Redakteurin tätig. 1989 arbeitete sie für dieses Magazin sowie für die Zeitschriften „Pan“ und „Artis“ als Korrespondentin und publizierte eigene Texte in den Zeitschriften „Artscribe“ und „Flash Art“. Im Zeitraum 1989–1990 wirkte Graw zudem als Gastredakteurin für eine Ausgabe der österreichischen Kulturzeitschrift „Durch“ und arbeitete als Redakteurin an der von der Galeristin Monika Sprüth herausgegebenen Zeitschrift „Eau de Cologne“ mit. Parallel übernahm sie die Redaktion für „Nachschub“, eine von Kölner Galeristinnen herausgegebene Begleitpublikation zur Ausstellung „The Köln Show“.
1990 gründete Graw gemeinsam mit Stefan Germer in Köln das Magazin Texte zur Kunst. Seit dem Tode Germers (1998) ist sie dessen alleinige Herausgeberin und bis heute maßgeblich an der redaktionellen Konzeption beteiligt. Seit 1999 wird das Magazin in Berlin verlegt. In den Ausgaben der Zeitschrift ist Graw regelmäßig mit Aufsätzen, Rezensionen, Interviews oder Besprechungen vertreten.

## Auszeichnungen
2004 erhielt Graw den Will-Grohmann-Preis der Berliner Akademie der Künste. 2018 wurde sie mit der OPUS MAGNUM Förderung der Volkswagenstiftung ausgezeichnet, die die Abfassung ihres Forschungsvorhabens „Der Wert der Kunst“ ermöglicht.

## Publikationen als Herausgeberin
- mit Christoph Menke, Hg., The Value of Critique. Exploring the Interrelations of Value, Critique and Artistic Labour. Frankfurt am Main: Campus, 2018.
- mit Daniel Birnbaum (Institut für Kunstkritik Frankfurt am Main), Hg., Merlin Carpenter: The outside can´t go outside. Berlin: Sternberg Press, 2018.
- mit Ewa Lajer-Burcharth (Institut für Kunstkritik Frankfurt am Main), Hg., Painting beyond Itself. The Medium in the Post-medium Condition. Berlin: Sternberg Press, 2016.
- mit Daniel Birnbaum (Institut für Kunstkritik Frankfurt am Main), Hg., Jutta Koether: F. Berlin: Sternberg Press, 2015.
- mit Daniel Birnbaum (Institut für Kunstkritik Frankfurt am Main), Hg., Kim Gordon. Is It My Body? Selected Texts. Berlin: Sternberg Press, 2014.
- mit Daniel Birnbaum (Institut für Kunstkritik Frankfurt am Main), Hg., Art and Subjecthood: The Return of the Human Figure in Semiocapitalism. Berlin: Sternberg Press, 2014.
- mit Daniel Birnbaum (Institut für Kunstkritik Frankfurt am Main), Hg., Ewa Lajer-Burcharth. Chardin Material. Berlin: Sternberg Press, 2011.
- mit Daniel Birnbaum (Institut für Kunstkritik Frankfurt am Main), Hg., John Kelsey. Rich Texts: Selected Writing for Art. Berlin: Sternberg Press, 2010.
- mit Daniel Birnbaum (Institut für Kunstkritik Frankfurt am Main), Hg., The Power of Judgement: A Debate on Aesthetic Critique. Berlin: Sternberg Press, 2010.
- mit Daniel Birnbaum (Institut für Kunstkritik Frankfurt am Main), Hg., Under Pressure: Pictures, Subjects, and the New Spirit of Capitalism. Berlin: Sternberg Press, 2008. (Tagungsband)
- mit Daniel Birnbaum (Institut für Kunstkritik Frankfurt am Main), Hg.: Canvases and CareersToday. Criticism and Its Markets. Berlin: Sternberg Press, 2008. (Tagungsband)